# Ada Bojana
Ada Bojana (montenegrinsk kyrilliska: Ада Бојана, albanska: Ada e Bunës) är en ö i kommunen Ulcinj i Montenegro. Ön ligger i  Bunaflodens delta i Skutarisjön och har en yta på knappt 5 km².